# Sabbatianism
Sabbatianism eller shabbataianism är benämningen på ett antal religiösa rörelser på Balkanhalvön och i Turkiet.
Sabbatianismen uppkom i judiska miljöer när Natan av Gaza (1643–1680) 1665 utpekade Sabbatai Zvi (1626–1676) som Messias. Zvi konverterade till islam 1666. Många anhängare övergav honom då, men för de kvarvarande förklarade Natan av Gaza att det fanns en kabbalistisk förklaring till Zvis konversion: Messias måste stiga ned i den fallna världen, exempelvis de andra religionerna, för att återlösa den inifrån, och en ny tidsålder ansågs ha börjat då bokstäverna i Torah måste kastas om för att ge en ny innebörd. I hemlighet fortsatte anhängarna av sabbatianismen, i Turkiet känd som Dönmeh, att utöva judendom samtidigt som de till det yttre utövade islam. Zvi dog 1676, men sabbatianismen splittrades under 1700-talet i flera riktningar, som bland annat överlevde i Thessaloníki.